# Tetraponera liengmei
Tetraponera liengmei é uma espécie de formiga do gênero Tetraponera, pertencente à subfamília Pseudomyrmecinae.